# کیمبرلین براون
 کیمبرلین براون (انگلیسی: Kimberlin Brown؛ زادهٔ ۲۹ ژوئن ۱۹۶۱) یک هنرپیشه اهل ایالات متحده آمریکا است.